# Siège de Kutná Hora (1402-1403)
 (avril 2025).
La mise en forme du texte ne suit pas les recommandations de Wikipédia : il faut le « wikifier ».
Les points d'amélioration suivants sont les cas les plus fréquents :
- Les titres sont pré-formatés par le logiciel. Ils ne sont ni en capitales, ni en gras.
- Le texte ne doit pas être écrit en capitales (les noms de famille non plus), ni en gras, ni en italique, ni en « petit »…
- Le gras n'est utilisé que pour surligner le titre de l'article dans l'introduction, une seule fois.
- L'italique est rarement utilisé : mots en langue étrangère, titres d'œuvres, noms de bateaux, etc.
- Les citations ne sont pas en italique mais en corps de texte normal. Elles sont entourées par des guillemets français : « et ».
- Les listes à puces sont à éviter, des paragraphes rédigés étant largement préférés. Les tableaux sont à réserver à la présentation de données structurées (résultats, etc.).
- Les appels de note de bas de page (petits chiffres en exposant, introduits par l'outil «  Source ») sont à placer entre la fin de phrase et le point final[comme ça].
- Les liens internes (vers d'autres articles de Wikipédia) sont à choisir avec parcimonie. Créez des liens vers des articles approfondissant le sujet. Les termes génériques sans rapport avec le sujet sont à éviter, ainsi que les répétitions de liens vers un même terme.
- Les liens externes sont à placer uniquement dans une section « Liens externes », à la fin de l'article. Ces liens sont à choisir avec parcimonie suivant les règles définies. Si un lien sert de source à l'article, son insertion dans le texte est à faire par les notes de bas de page.
- La présentation des références doit suivre les conventions bibliographiques. Il est recommandé d'utiliser les modèles {{Ouvrage}}, {{Chapitre}}, {{Article}}, {{Lien web}} et/ou {{Bibliographie}}. Le mode d'édition visuel peut mettre en forme automatiquement les références.
- Insérer une infobox (cadre d'informations à droite) n'est pas obligatoire pour parachever la mise en page.

Pour une aide détaillée, merci de consulter Aide:Wikification.
Si vous pensez que ces points ont été résolus, vous pouvez retirer ce bandeau et améliorer la mise en forme d'un autre article.
Guerres des Margraves Moraves
Le siège de Kutná Hora de 1402-1403 est une opération militaire menée entre décembre 1402 et janvier 1403 par les forces de Sigismond de Luxembourg, roi de Hongrie, contre la ville de Kutná Hora, bastion fidèle à Venceslas IV de Bohême dans le Royaume de Bohême. Dirigée par Conrad de Vechta, évêque de Verdun et maître des monnaies, la défense de la ville s’inscrit dans les Guerres de Margraves Moraves, marquée par les luttes fratricides entre Sigismond et Venceslas.

## Contexte
En mars 1402, Sigismond fit emprisonner son frère Venceslas IV, roi de Bohême déchu de son titre romain, ce qui provoqua la révolte d’une partie de la noblesse tchèque menée par le margrave Jobst de Moravie. Après l’emprisonnement de Venceslas en août à Vienne, Sigismond lança une campagne en décembre pour écraser les régions loyales à son frère. Kutná Hora, ville minière prospère abritant les trésors royaux de Venceslas, fut ciblée pour sa fidélité et son importance stratégique. 
Depuis son camp près de Kolín, Sigismond somma les seigneurs, chevaliers et villes du royaume de le rejoindre avec leurs troupes et des engins de siège, menaçant de sévères représailles en cas de refus. 

« Sigismond, par la grâce de Dieu, roi de Hongrie, margrave de Brandebourg, vicaire général du Saint-Empire romain germanique et gouverneur du royaume de Bohême.
Bien-aimés fidèles, après notre départ de Bohême, alors que nous avions entrepris notre voyage vers l'Italie avec le prince sérénissime, notre très cher frère, seigneur Venceslas, roi des Romains et de Bohême, pour restaurer l'honneur de l'empire et recouvrer nos couronnes impériales, une grande et très néfaste agitation éclata dans tout le royaume, à tel point que, craignant pour la sécurité même du royaume, nous fûmes contraints d'abandonner notre voyage et de retourner en Bohême à cause des fils de Bélial, auteurs de cette destruction.
Nous sommes donc venus avec une importante force militaire, conduite par le Très-Haut, à Kolín sur l'Elbe pour détruire et expulser les rebelles, les hommes mauvais, les destructeurs dudit royaume, et pour, avec l'aide de Dieu, y rétablir la paix perpétuelle.
Nous prions donc vos fidèles seigneuries, dès que vous aurez pris connaissance de ces présents, de prendre vos dispositions afin de venir immédiatement avec vos hommes, ainsi que vos machines de guerre, vos canons et tout l'équipement militaire nécessaire à l'attaque. Vous devrez également vous munir de tailleurs de pierre et de charpentiers pour notre descente vers la plaine près des montagnes de Kutná Hora, comme vous y êtes tenus par le serment que vous avez prêté de défendre la justice du royaume et de nous obéir. Dans le cas contraire, nous vous considérerons comme des ennemis de la paix et vous poursuivrons comme des ennemis publics du royaume.
Nous écrivons de même aux autres villes, aux barons et à toutes les personnes concernées, et nous vous prions également de proclamer publiquement cette même requête auprès des chevaliers et des vassaux de votre district.
Donné en décembre. »

— Monumenta Bohemiae
La ville de Prague répondit à l’appel en envoyant un contingent dirigé par Markvart de Úlice, l'Union seigneuriale malgré leurs désaccord sur cette action militaire soutient militairement le siège, et aussi le seigneur Mikuláš Divůček de Jemniště tandis que les Coumans de Sigismond semaient la terreur dans les environs de Poděbrady, Kolín et Kutná Hora.

## Déroulement
Le siège débuta le 3 décembre 1402, lorsque l’armée de Sigismond, forte d’environ 20 000 hommes pour l'opération contre les villes loyaux, comprenant des Hongrois, des Coumans et des alliés tchèques et praguois, encercla Kutná Hora avec 12 000 hommes . Sous le commandement de Conrad de Vechta, les défenseurs résistèrent avec détermination, livrant plusieurs combats violents devant les remparts. Les affrontements causèrent des pertes importantes, mais les détails précis des batailles manquent dans les récits historiques.
Le 24 décembre, une partie des forces praguoises lança un assaut contre la forteresse voisine de Suchdol, où leur commandant Markvart de Úlice fut tué par une flèche le 27 décembre. Devant la supériorité numérique de Sigismond, les habitants de Kutná Hora sollicitèrent l’intervention de seigneurs alliés pour négocier une reddition avec les seigneurs de l'Union seigneuriale. En janvier 1403, la ville capitula, et ses représentants durent se rendre à Kolín pour implorer la grâce de Sigismond, acceptant des conditions humiliantes.

## Conséquences
La chute de Kutná Hora permit à Sigismond de s’emparer des trésors royaux de Venceslas, incluant une couronne de grande valeur et des objets précieux en or et en argent. Il imposa une amende exorbitante à la ville, tandis que ses troupes poursuivaient leurs pillages dans les régions environnantes jusqu'en février, laissant un souvenir durable de leurs exactions. 
Venceslas évalua ses pertes à une somme équivalant à plusieurs millions de couronnes modernes. Bien que Sigismond ait renforcé son contrôle temporaire, les abus de son armée alimentèrent une résistance persistante contre lui dans le royaume durant tout le long de 1403.